# Zavazadlo (Zeměplocha)
Zavazadlo je jedna z postav v knižní sérii Zeměplocha Terryho Pratchetta. Je vyrobeno z magického dřeva Myslícího hruškovníku a chodí po stovkách malých nožiček, které mu v případě nutnosti umožňují velmi rychlý pohyb.
Zavazadlo vždy následuje svého pána v čase i prostoru a urputně ho brání. Často polyká nejrůznější příšery a věci, od knih, přes žraloky, po lidi. Nebo je ušlape a ukope, v některých případech zevnitř… Nehledě na to, co právě spolklo, jeho majitel v něm najde vždy jen čerstvě vyžehlené spodky.
Zavazadlo dokáže svého pána následovat doopravdy kamkoliv, od vnitřku Oktáva přes okraj Zeměplochy až po Smrťovu říši. Někdy však hledáním majitele stráví celé dny.
Zavazadlo se poprvé objevuje jako kufr turisty Dvoukvítka v knize Barva kouzel. Ten ho pak v Lehkém fantastičnu věnuje Mrakoplašovi, kterého pak následuje celou sérii knih. Když Mrakoplaš později navštíví Vyvažovací kontinent, Dvoukvítkův domov, najde tam mnoho podobných Zavazadel.
Pratchett na začátku Magického prazdroje tvrdí, že dostal nápad na Zavazadlo, když potkal objemnou americkou dámu, která vlekla obrovský kufr na maličkých chřestících kolečkách. Lidem podobným této dámě děkuje za odvahu.